# ОШ „Ђорђе Крстић” Чукарица
ОШ „Ђорђе Крстић“ једна је од основних школа на Чукарици. Налази се у улици Живка Настића Бабе 12 у Жаркову.

## Историјат
Основна школа „Ђорђе Крстић” основана је 1905. године. Првих неколико година настава је извођена у приватним кућама, јер није било одговарајућег простора за извођење наставног процеса. Прва школска зграда подигнута је 1908. године у Радничкој улици бр. 49. Носила је име „Краљ Дечански”. Наставу је похађало једно одељење од 30 ученика. Први учитељ у новој згради био је Исак Израиљевић. Године 1944. назив школе је укинут и школа је добила име Основна школа број 26. Од 1953. године школа је носи име по знаменитом сликару наше реалистичке уметности Ђорђу Крстићу.
Септембра 1974. године, школа је добила нову, модерну зграду у којој се и данас налази.

## Школа данас
Данас школа има више од 1200 ученика и нешто више од 100 запослених. Површина школе је 6700m². У школи је организована кабинетска настава. Школа поседује библиотеку и читаоницу, фискултурну салу и школски базен.
У ОШ „Ђорђе Крстић” 1980. године снимљен је филм Мајстори, мајстори.